# Mäusebussard

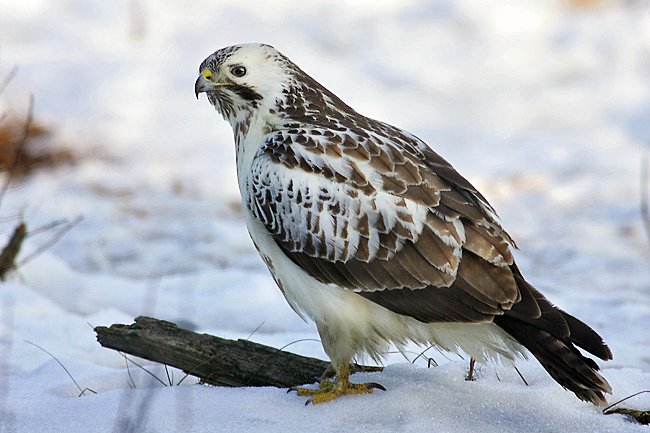
Helle Morphe im Jugendkleid

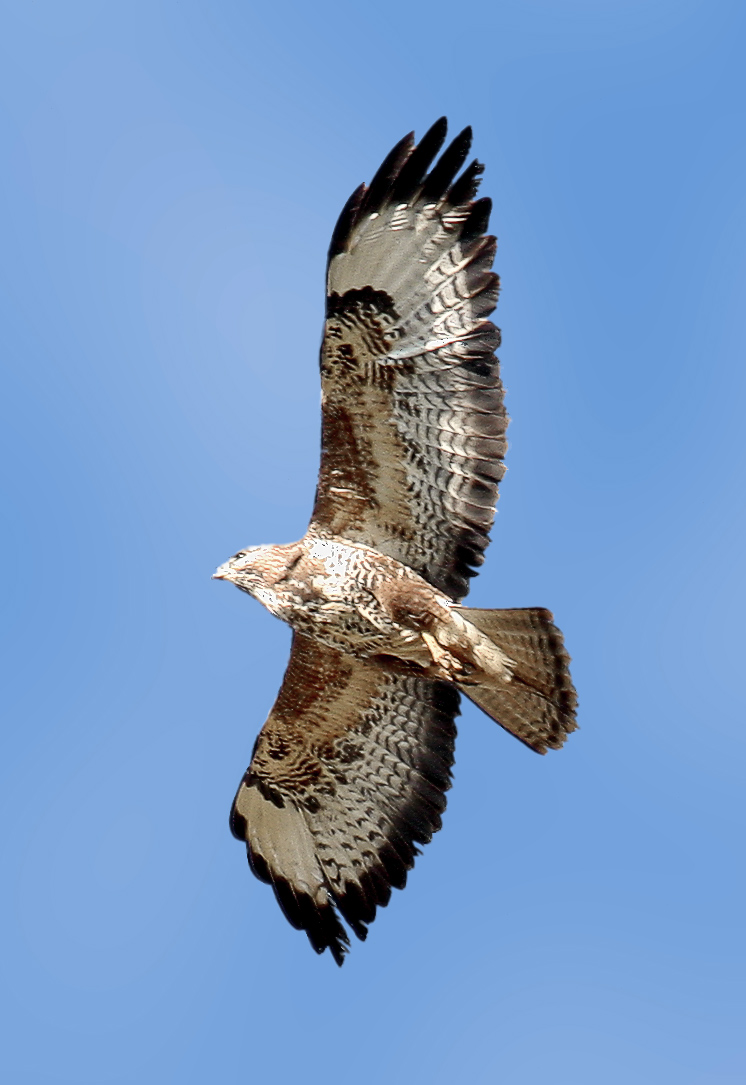
Flugbild eines Altvogels, intermediäre Morphe

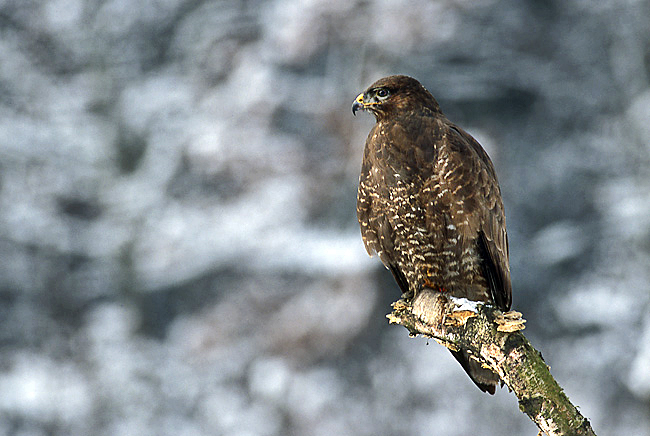
Adulte dunkle Morphe

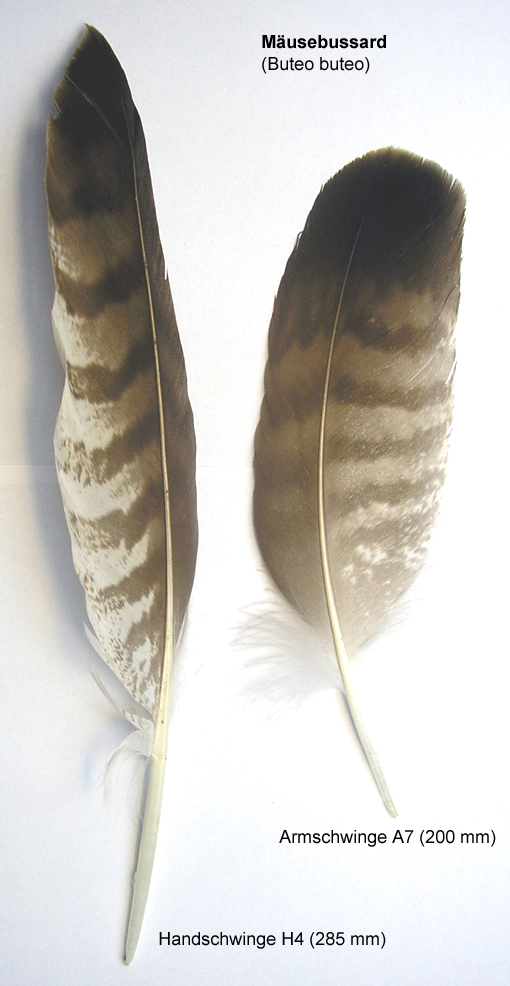
Hand- und Armschwinge eines Altvogels

Der Mäusebussard (Buteo buteo) ist ein Greifvogel aus der Familie der Habichtartigen und der häufigste Vertreter dieser Familie in Mitteleuropa. Er ist mittelgroß und kompakt, das Gefieder variiert von Dunkelbraun bis fast Weiß. Er kann oft bei seinen kreisenden Segelflügen oder bei der Ansitzjagd beobachtet werden. Den Hauptteil der Nahrung machen Kleinsäuger aus. Lebensraum sind offene Landschaften wie Wiesen, Äcker und Heide mit angrenzenden Waldgebieten, in denen das Nest gebaut wird.
Das Verbreitungsgebiet des Mäusebussards umfasst ganz Europa mit Ausnahme Islands und des Nordens von Skandinavien. Nach Osten reicht das Areal bis Zentralasien.  Mäusebussarde sind überwiegend Teilzieher. Die Überwinterungsgebiete liegen in Mitteleuropa, Nordafrika, dem Nahen Osten und Indien. Die Unterart B. b. vulpinus (Falkenbussard), welche hauptsächlich in Asien brütet, überwintert auch in Subsahara-Afrika. Der Bestand gilt derzeit als nicht gefährdet.

## Merkmale
Der Mäusebussard ist ein mittelgroßer, kompakter Greifvogel. Er ist 51 bis 57 Zentimeter lang und hat 113 bis 128 Zentimeter Flügelspannweite. Die Flügel sind relativ breit, der relativ kurze Schwanz ist am Ende abgerundet. Während des kreisenden Segelfluges werden die Flügel flach v-förmig aufgestellt. Die Handschwingenspitzen sind immer dunkel, der Schwanz meist durchgehend eng gebändert. Der Kropfbereich (Brustlatz) ist meist längsgestreift, seltener einfarbig weiß bis schwarzbraun und auch bei sonst heller Unterseite meist dunkel. Das oft hellere Brustband ist dunkel längsgestreift bei Jungvögeln und quergebändert bei Altvögeln. Die Unterschwanzdecken sind einfarbig, gefleckt oder gebändert. Die Federn an den Unterschenkeln, die sogenannten Hosen, sind einfarbig, gebändert oder längsgestreift. Die beiden zuletzt genannten Gefiederpartien können heller bei dunklen und dunkler bei hellen Unterseiten sein. Der Schwanz ist das sicherste Merkmal, um die Nominatform des Mäusebussards von seinen Unterarten und vom Raufußbussard zu unterscheiden. Bei der Nominatform des Mäusebussards sind die Schwanzfedern grau, braun oder rostrot mit acht bis zwölf dunklen Querbinden. Die weitere Färbung und Zeichnung ist sehr variabel.
Die Nominatform des Mäusebussards tritt in sehr verschiedenen Färbungen von nahezu ganz weiß bis fast vollständig schwarzbraun in zahlreichen Übergängen auf, was einzigartig in der Vogelwelt Mitteleuropas ist, abgesehen vom noch variableren Kampfläufer. Es können helle, intermediäre und dunkle Morphen unterschieden werden. Die dunkelsten Morphen sind fast vollständig lehmfarben bis schwarzbraun, Jungvögel (vom Ausfliegen bis zur ersten Mauser) mit Längsstreifen auf der Unterseite, die teilweise auch bis über den Kropf gehen. Die Altvögel können auf der Unterseite Querstreifen bis zum dunkleren Kropfbereich haben. Der vollständig gebänderte Schwanz ist braun oder grau. Intermediäre Morphen haben eine weniger deutliche Zeichnung auf der weißlichen bis blassgelblichen Unterseite, teilweise ohne den typischen Brustlatz auf dem unteren Bereich des Kropfes. Der Schwanz ist manchmal unvollständig gebändert. Die hellsten Morphen mit weißlich-blassgelber Grundfarbe der Unterseite und des Rückens haben deutlich weniger bis nahezu fehlende Flügel- und Schwanzbänderung. Hellgelbliche Individuen haben oft ockerbraune und graue Fleckung auf dem Rücken, weshalb sie „bunt“ aussehen.
Diese Variabilität spiegelt sich nicht nur im französischen Namen buse variable wider. Für sie wurden oft Erklärungsversuche mit Bezug auf die geographische Verbreitung unternommen. Dieser Zusammenhang wurde jedoch schon früh in Frage gestellt, später intensiv untersucht. Dabei wurden die Verteilungen der Farbvarianten über größere Gebiete untersucht. Außerdem wurde ein Zusammenhang zum Reproduktionserfolg festgestellt. Um diesen Zusammenhang im Detail zu erforschen, werden in Deutschland Mäusebussarde mit Flügelmarken ausgestattet. Im Rahmen eines citizen-science-Projekts können Sichtungen durch die Bevölkerung an die Forscher gemeldet werden. Eine molekulargenetische Untersuchung führte zur Feststellung einer niedrigen Enzym-Heterozygotie, woraus eine Hypothese zur Rolle eines eventuellen genetischen Flaschenhalses aufgestellt wurde, die sich mit dem hochgradigen Polymorphismus der Mäusebussarde vereinbaren ließe.
Die hornfarbenen Krallen sind bei allen Morphen entsprechend der Gefiederfärbung heller oder dunkler. Der Schnabel ist schwarz und zum Kopf hin heller. Die ungefiederten Körperteile (Füße und Wachshäute) sind bei frisch geschlüpften Jungvögeln hellrosa, bei Altvögeln gelb. Die Iris ist in ihrer Färbung variabel von Grau, Graubraun bis Grau, selten auch heller oder gelblich und steht im Zusammenhang zur allgemeinen Gefiederfärbung.

### Altersunterschiede
Die Farbe der Iris ist bei Jungvögeln heller als bei Altvögeln.
Eine sichere Unterscheidung von Jugend- und Alterskleid ist äußerlich an der Zeichnung und Form der Schwanzfedern möglich. Bei Jungvögeln ist die dunkle Subterminalbinde unwesentlich breiter als die restlichen dunklen Binden. Bei Adulten ist die Subterminalbinde deutlich breiter. Die Jungvögel haben mehr zugespitzte, die Altvögel eher gerade endende Schwanzfedern.
Der Wechsel vom Jugend- ins Alterskleid findet in der ersten Mauser, also im Alter von etwa einem Jahr statt. Dabei wird nicht das gesamte Großgefieder erneuert, meist verbleiben noch die äußersten Handschwingen. Dies gibt die Möglichkeit einer Differenzierung von Vögeln im dritten Kalenderjahr (bis zwei Jahre Lebensalter) und älteren Exemplaren.
Das erste und zweite Dunenkleid der Nestlinge kann mausgrau oder rein weiß sein. Nestlinge mit mausgrauem Dunenkleid haben einen weißen Nackenfleck und durchgehend hornschwarze Krallen. Im weißen Dunenkleid fehlt dieser Nackenfleck, und die Krallen sind von der Spitze her bis zu einem Drittel weiß.

### Gewicht
Ausgewachsene Männchen aus Deutschland wiegen durchschnittlich 790 g (622 bis 1183 g Variationsbreite), Weibchen 990 g (782 bis 1364 g). Es handelt sich um Normalgewichte (ohne verhungerte Individuen) im Jahresdurchschnitt. Der Ernährungszustand wurde berücksichtigt und der Kropf- und Mageninhalt (s. u.) abgezogen. Das Gewicht schwankt im Jahresverlauf erheblich, da von der Brutzeit bis zum Winter im Durchschnitt bei Männchen bis zu 130 g (12 bis 290 g) und bei Weibchen bis zu 180 g (47 bis 370 g) Reservefett angelegt wird, das anschließend (größtenteils von Januar bis April) fast vollständig verbraucht wird. Das entspricht 14,2 Prozent des Normalgewichts bei Männchen und 15,6 Prozent bei Weibchen. Demnach wird im November/Dezember das Jahreshöchstgewicht erreicht. In Ausnahmefällen kann das Reservefett etwa ein Viertel des Gesamtgewichts ausmachen. Die aufgenommene Nahrungsmenge findet größtenteils im Kropf Platz. Ihre Masse beträgt bei Männchen im Durchschnitt 82 g (max. 156 g), was 10,4 Prozent (max. 19,7 Prozent) ihres Normalgewichts, bei Weibchen 134 g (max. 209 g) ihres Normalgewichts 13,5 Prozent (max. 21,1 Prozent) entspricht.
Bei täglichen Nestkontrollen durch Besteigen der Nistbäume zwischen 1988 und 1996 von insgesamt 15 Nestern in Drente (nordöstliche Niederlande) wurde ein Durchschnittsgewicht der Jungvögel am Schlupftag von 44,5 g ermittelt. Es wurde abends an zehn Jungvögeln, davon sieben Männchen und drei Weibchen, gemessen.

### Stimme
Der Mäusebussard ist ein vergleichsweise viel rufender Greifvogel. Der oft im Flug zu hörende, laute Ruf klingt abfallend miauend und wird gerne vom Eichelhäher imitiert. Es ist der bekannte Bussardruf „hiääh“, der während des ganzen Jahres, meistens jedoch während der Brutsaison, zu hören ist. Der sehr ähnliche Alarmruf beginnt mit platzendem „pi“, auf das ein weniger grelles „-jää“ folgt. Er kann auch von den Jungvögeln ab etwa 20 Tagen Lebensalter zu hören sein. Es gibt keine geschlechtsspezifischen Rufmerkmale. Der Alarmruf wirkt meist „ärgerlicher“ als der öfter zu hörende, mehr „miauende“ Ruf.
Die Jungvögel betteln ab dem ersten Lebenstag mit „piij piij“, was ab etwa zwölf Tagen tiefer und kräftiger klingt. Die Einzellaute bestehen dann aus einer betonten Vorsilbe und einer tieferen zweiten Silbe: „biijüüi biijüüi …“. Wenn das Nest verlassen wird, also etwa ab dem 40. Lebenstag, besteht dieser Laut oft nur noch aus der zweiten Hälfte. Je nach Hunger der Jungvögel können diese dann in Serien in Abständen von wenigen Sekunden bis zu langen Pausen gerufen werden. Ab Juli sind diese besonders auffälligen Bettelrufe vor allem als Standortrufe abseits vom Nest zu hören.

## Lebensraum

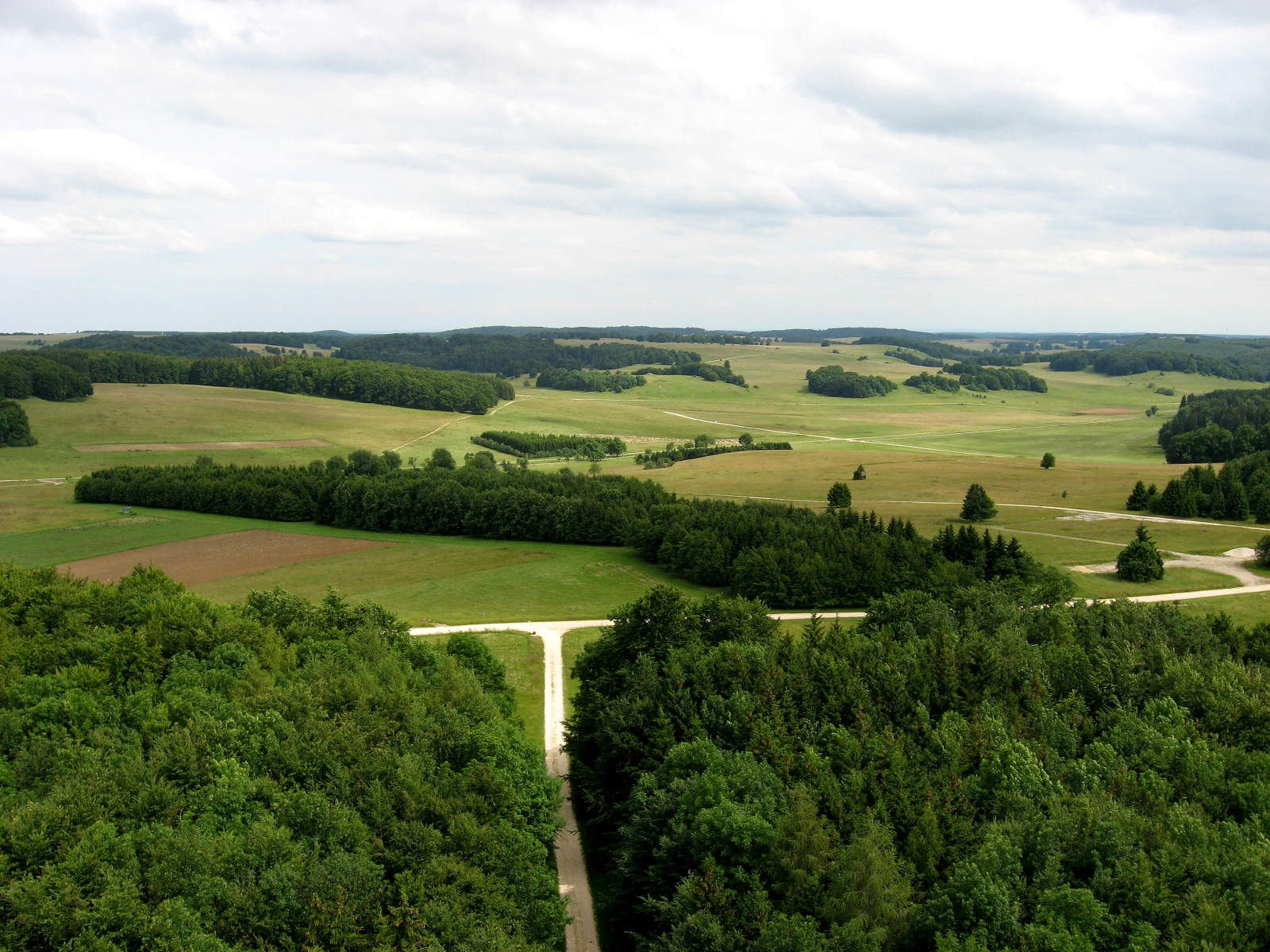
Typischer Lebensraum auf der Schwäbischen Alb

Der Mäusebussard bewohnt vor allem kleine Waldgebiete mit angrenzenden, offenen Landschaften, wo er fast ausschließlich seine Nahrung sucht. Im Umfeld des Waldes bevorzugt er Weiden, Wiesen, Heide und Feuchtgebiete oder durch Menschen kurzgehaltene Vegetation. Bruten in Höhen über 1000 Meter über dem Meeresspiegel sind selten. Oft sind Mäusebussarde entlang von Autobahnen auf Pfosten sitzend zu sehen, da sie diese und andere Wege bei der Jagd absuchen. Bei der Nistplatzwahl werden Waldkanten kleinerer Altholzbestände bevorzugt, seltener wird das Innere geschlossener Wälder oder schmale Grenzstreifen zwischen Feldern oder Einzelbäume besiedelt. Zunehmende Besiedlungen baumarmer Landschaften wurden auf Kontrollflächen in der Nähe von Potsdam und im Westen von Schleswig-Holstein beobachtet. Dabei wurde auch ein hoher Anteil von Bruten in Pappelreihen festgestellt, aber auch auf Einzelbäumen und in Kleingehölzen im Abstand von unter hundert Metern zu Einzelgehöften. Diese Neubesiedlungen wurden schon davor als nicht selten bezeichnet. Es gibt erfolgreiche Bruten in direkter Nähe zu Häusern im Siedlungsbereich.
Die Wahl der Art des Nistbaums, der meistens an der Basis mindestens 20 Zentimeter Durchmesser hat, ist vom lokalen Angebot abhängig. In Brandenburg dominiert dabei die Kiefer, gefolgt von Eiche, Buche, Erle, Birke oder Weide, auf der Schwäbischen Alb die Buche, weit vor Eiche, Fichte, Tanne u. a., wobei das Nest dort im Mittel in etwa 18 Meter Höhe gebaut wird. Das Nest wird am Stammende in Astabzweigungen oder in Stammnähe auf Seitenästen angelegt. Bisher wurden zwei Bodenbruten in Schleswig-Holstein und eine Brut auf einem Hochspannungsgittermast nachgewiesen. In neuerer Zeit wurden in Deutschland auch Felsbruten beobachtet.
Als Kulturfolger hat der Mäusebussard auch die Innenstädte als Revier erobert. Hier bevorzugt er als Horststandort Friedhöfe oder Parks, teilweise auch in unmittelbarer Nachbarschaft zur Wohnbebauung.

## Verbreitung

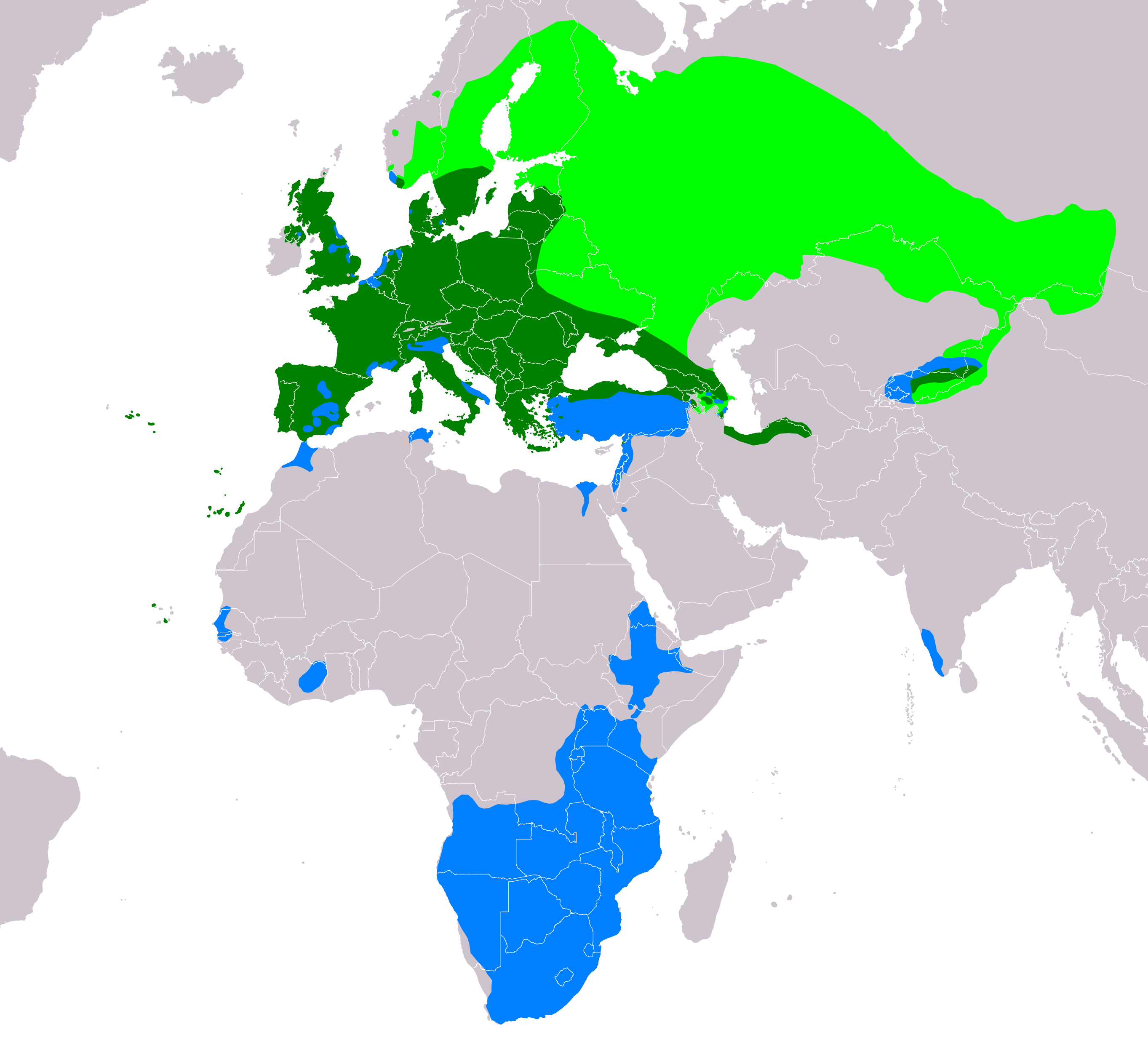
Verbreitungsgebiet des Mäusebussards:
Ganzjährig
Sommer
Winter

Die Nominatform des Mäusebussards ist in allen Teilen Mitteleuropas verbreitet und der häufigste Greifvogel. Der Mäusebussard fehlt jedoch auf Island, in Norwegen (bis auf dessen südlichsten Teil), weiterhin im Nordwesten von Schweden und in Finnland. Das Verbreitungsgebiet der Nominatform wird im Osten durch die baltischen Staaten, West-Belarus, den Nordwesten der Ukraine und den Osten von Bulgarien und Griechenland begrenzt. Die weitere Verbreitung der Art ist im Abschnitt Innere Systematik aufgeführt. Im Großteil der Türkei, dem gesamten Nahen Osten und in Nordafrika gibt es keine Brutvorkommen. Ebenso ist der Großteil Irlands sowie der Osten Englands und Schottlands seit der Ausrottung Ende des 19. Jahrhunderts nicht besiedelt.

## Systematik

### Äußere Systematik
Der Mäusebussard gehört mit weiteren 27 Arten weltweit, von denen er und weitere neun in Eurasien und Afrika vorkommen, zur Gattung Bussarde, aus der Familie der Habichtartigen.
Die nächsten Verwandten des Mäusebussards sind der Adlerbussard, der Hochlandbussard und der Bergbussard, mit denen er eine Superspezies bildet.

### Innere Systematik
Es gibt elf Unterarten:

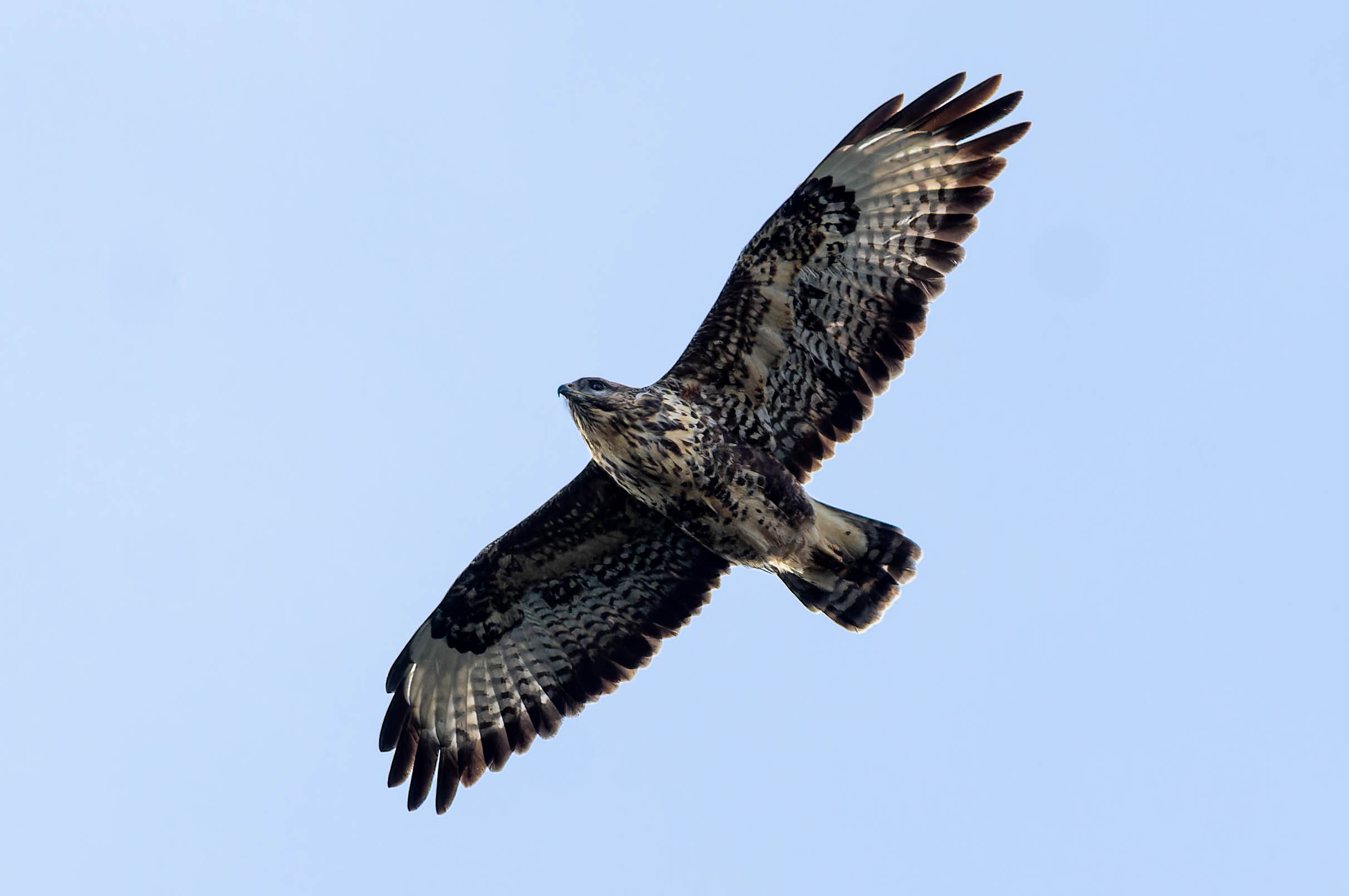
Mäusebussard der Azoren-Unterart B. b. rothschildi

- Buteo b. buteo (Linnaeus, 1758); die Nominatform ist im größten Teil Europas, im Süden Finnlands und Schwedens und in den nördlichen Regionen der Türkei verbreitet.
- B. b. vulpinus (Gloger, 1833); auch als Falkenbussard bezeichnet, brütet im nördlichen Schweden, Finnland, dem europäischen Teil Russlands und nach Süden bis zum Kaukasus und Zentralasien. Damit schließt er im Norden und Osten an die Verbreitung des Mäusebussards an, Überschneidungen sind bekannt.[35] Er ist weniger variabel gefärbt und durchschnittlich etwas kleiner als B. b. buteo. Die Unterseite und der Schwanz sind oft zimtfarben, rötlich und haben weniger Bänderung.[36] In Mitteleuropa kommt er als Durchzügler und Überwinterer vor, einzelne Individuen bleiben den Sommer über in Polen.[37] Daneben überwintert B. b. vulpinus in Subsahara-Afrika.[38]
- B. b. menetresi Bogdanov, 1879; wird zusammen mit B. b. vulpinus auch als Steppenbussard bezeichnet und lebt auf der Krim, im Kaukasus und im nördlichen Iran; ist seltener Gast in Südost-Mitteleuropa.[37]
- B. b. arrigonii; lebt auf Korsika und Sardinien, ist etwas heller und kleiner als B. b. buteo.
- B. b. insularum Floericke, 1903; lebt auf den Kanarischen Inseln und ist B. b. arrigonii ähnlich.
- B. b. rothschildi; lebt auf den Azoren, ist etwas kleiner und dunkler als B. b. buteo.
- B. b. bannermani; lebt auf den Kapverdischen Inseln, als Kapverdenbussard (Buteo bannermani) seit 2011 vom IOC als eigenständige Art anerkannt.[39]
- B. b. hispaniae; lebt auf der Iberischen und Italienischen Halbinsel.
- B. b. harteri Swann, 1919; lebt auf der Insel Madeira.
- B. b. trizonatus; lebt in Südafrika, wird jetzt als eigenständige Art anerkannt und als Kapbussard (Buteo trizonatus) bezeichnet.
- B. b. socotrae; lebt auf Sokotra, wird seit 2010 als eigenständige Art vom IOC anerkannt und als Socotrabussard (Buteo socotraensis) bezeichnet.[39]

## Verhalten

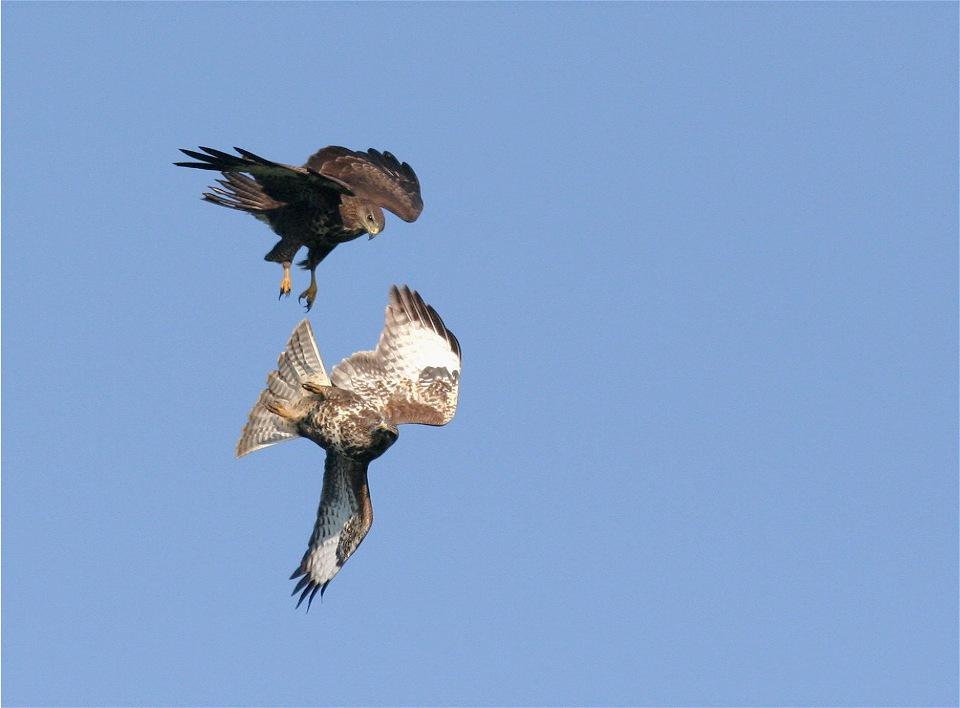
Junge Mäusebussarde bei spielerischen Luftkämpfen

Während der Brutsaison verteidigen Mäusebussarde – ein territoriales Verhalten – ihr Brutrevier um den Horstbaum. Während der Balz ab Mitte Februar vollführen die Brutpaare Balzflüge über dem Brutrevier. Sie bestehen aus gemeinsamem, segelnden Kreisen, bei dem viel gerufen wird. Dann folgt ein sinusähnliches Fallen und Steigen, welches meistens mit einem Sturzflug zum Nest beendet wird.
Fremde Mäusebussarde werden durch schnellen Anflug mit kräftigen Flügelschlägen aus dem Luftraum über dem Brutrevier vertrieben. Während der Brut und Jungenaufzucht werden diese Grenzstreitigkeiten zwischen Nachbarpaaren seltener. Mit einzelnen fremden Mäusebussarden kann es gelegentlich noch zu Auseinandersetzungen kommen.
Mäusebussarde sind außerhalb der Brutsaison eher in losen, weit verteilten Gruppen anzutreffen. Dies betrifft vor allem Flächen mit entsprechend hohem Nahrungsangebot, also Wiesen, Felder und feuchte Niederungen. Sie werden im Winter vermehrt von Mäusebussarden (auch Wintergästen) genutzt. Diese halten sich dann meist den ganzen Tag dort auf, nur zum Schlafen werden Bäume aufgesucht. Besonders an Fallwild und bei Nahrungsmangel in strengen Wintern kann es zur Bildung von Gruppen mit entsprechenden Rangordnungen kommen, d. h., es gibt einzelne Individuen, die gegenüber ihren Artgenossen den Vorrang haben, der auch erkämpft und verteidigt wird.
Während der Zugzeit zu beobachtende „Schwärme“ von bis zu acht oder mehr Mäusebussarden, die gemeinsam in kreisendem Segelflug Höhe gewinnen, kennzeichnen lediglich das gemeinsame Nutzen von Aufwinden und Thermik. Meist ziehen diese Individuen dann einzeln weiter.

## Nahrung

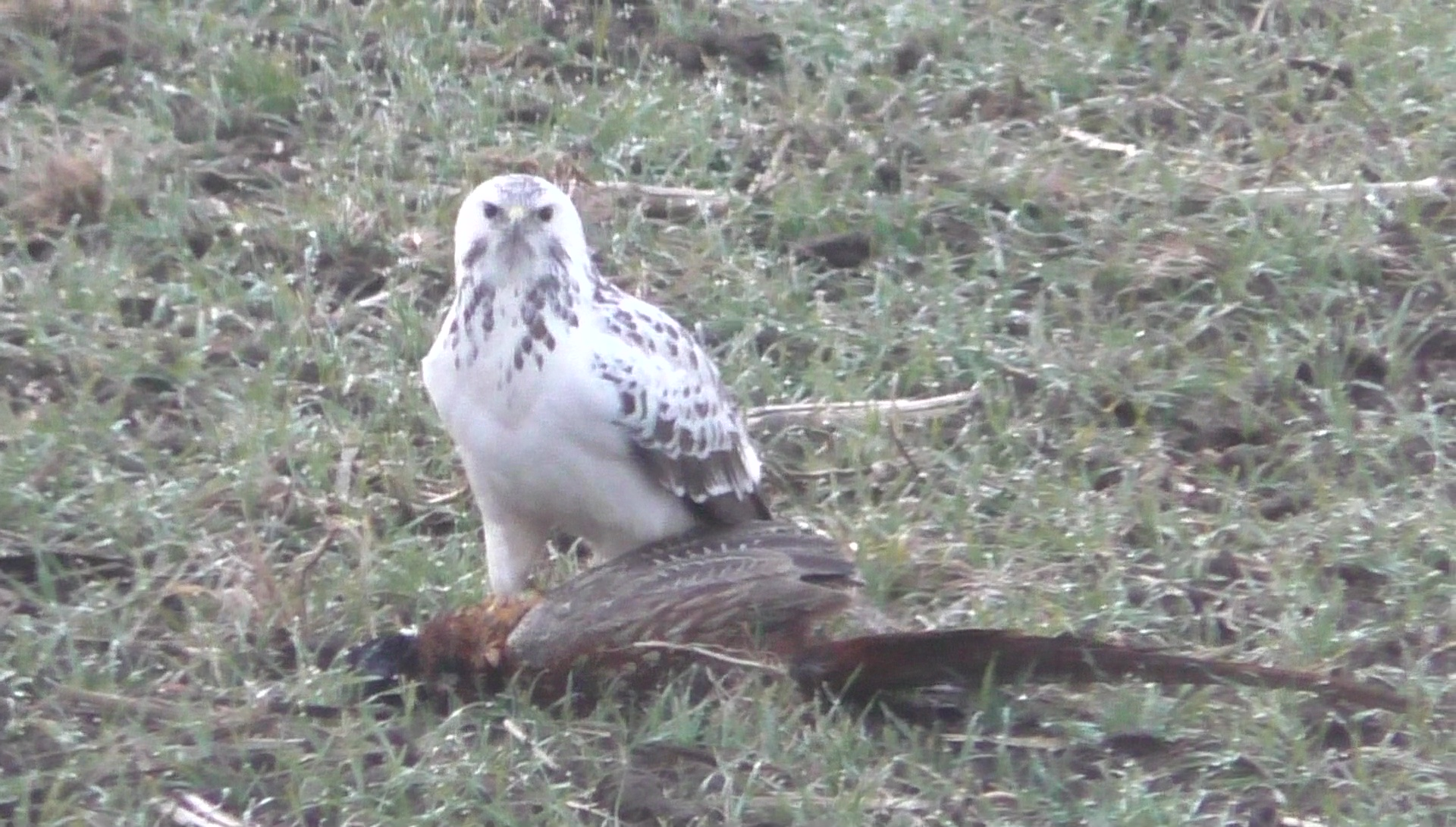
Ein Mäusebussard hat einen Fasan erbeutet.

Die Hauptnahrung des Mäusebussards sind Kleinsäuger, in Mitteleuropa vor allem Feldmäuse, wobei auch größere Tiere, wie verletzte oder geschwächte Hasen oder Kaninchen erlegt werden. Weiterhin jagt er Vögel, meistens Jungvögel, Reptilien, z. B. Eidechsen, Blindschleichen und Ringelnattern, sowie Amphibien, meistens Frösche und Kröten. Insekten und deren Larven können genauso wie Regenwürmer teilweise einen kleinen Anteil an der Beute ausmachen. Auch Fische sind in einigen Fällen als Nahrung nachgewiesen worden, werden jedoch meist tot oder verendend eingesammelt. Gleiches gilt für größere Vögel, wie z. B. Tauben, die verletzt, bereits verendet oder von anderen Greifvögeln schmarotzt zur Nahrung des Mäusebussards werden. Oft nehmen Mäusebussarde Aas von überfahrenen Tieren von Verkehrswegen auf und werden dabei mitunter selbst überfahren. Zuverlässige Daten zum Nahrungsspektrum konnten bisher nur in einzelnen Untersuchungen aus den aufgesammelten Beuteresten am Nest oder aus der Analyse von Mageninhalten gewonnen werden. Die Analyse von Gewöllen gibt dabei nur unzureichend Aufschluss über die Zusammensetzung der Nahrung.
Die Zusammensetzung der Nahrung kann je nach regionaler Verfügbarkeit und dem abwechslungsreichen Lebensraum entsprechend stark variieren: Bei einer Untersuchung von Überresten am Nest wurden im Zeitraum 1945–1960 in der Gegend um Castell in Unterfranken zu 70 % Säuger, zu 15 % Reptilien, zu 12 % Vögel und zu 3 % Amphibien festgestellt. Bei einer Untersuchung im Zeitraum 1981–1984 in Berlin und Umgebung waren es zu 59 % Vögel, zu 37 % Säuger, zu 2 % Fische und jeweils zu 1 % Reptilien und Amphibien.

## Fortpflanzung

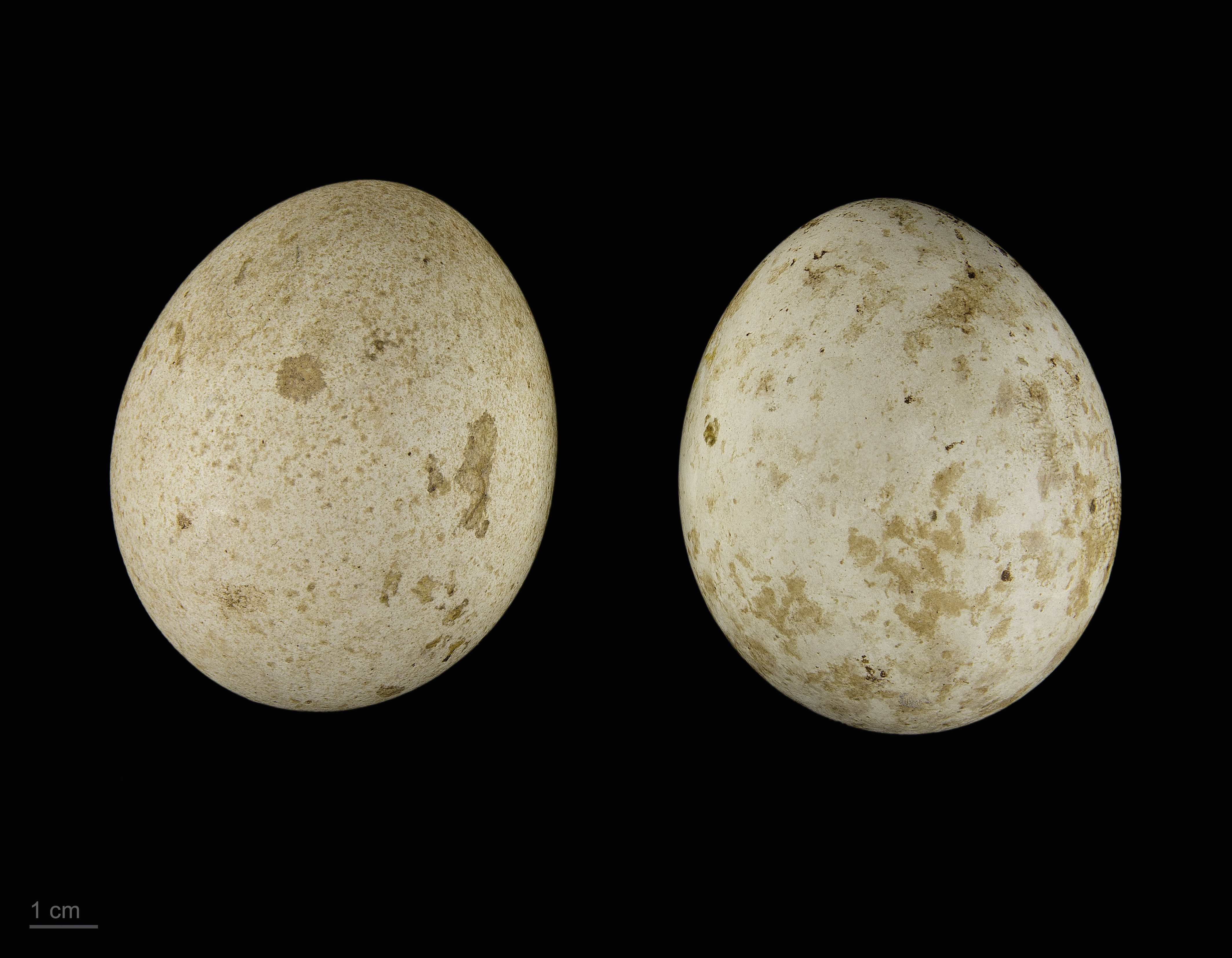
Eier der Unterart Buteo buteo vulpinus

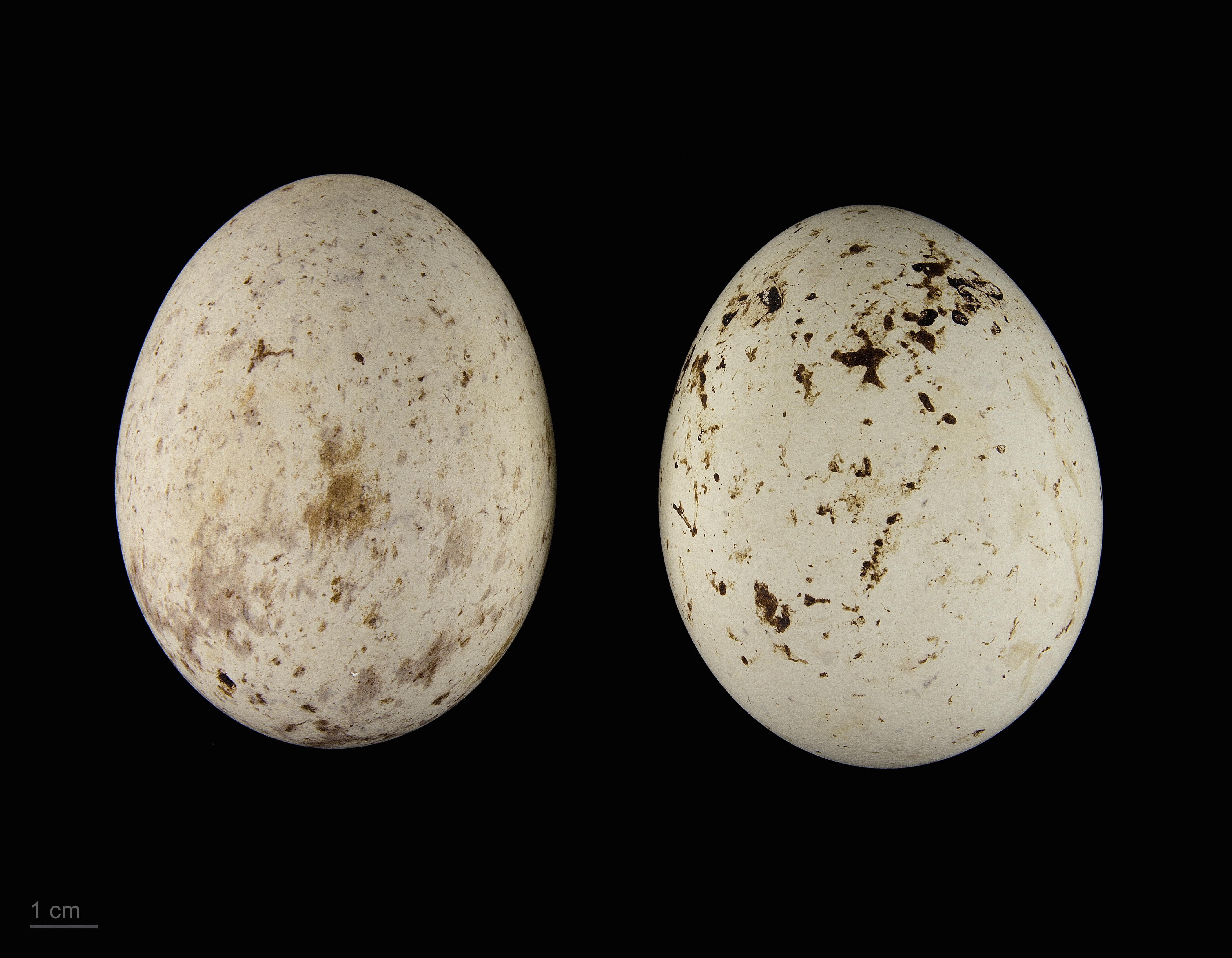
Eier der Unterart Buteo buteo rotschildi

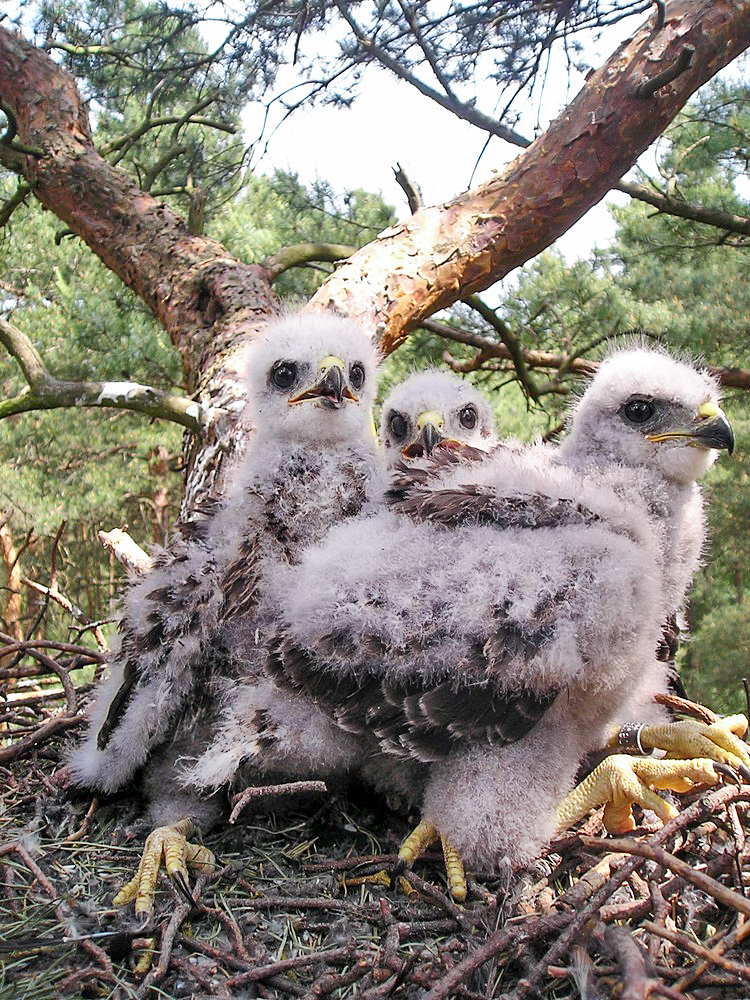
Nestjunge Mäusebussarde im Nest auf einer Kiefer

Ab einem Alter von zwei bis drei Jahren sind Mäusebussarde geschlechtsreif, was durch Beobachtung von mit Flügelmarken versehenen Individuen in Wales ermittelt wurde.
Wegen ihrer verhältnismäßig großen Reviertreue können Brutpaare ein Leben lang zusammenbleiben. Mäusebussarde können bis zu 26 Jahre alt werden.
Die Eiablage beginnt in Mitteleuropa ab Mitte März, im Durchschnitt findet sie Mitte April statt. Die Eier sind durchschnittlich 56 × 45 mm groß und wiegen 50–60 g. Sie sind mehr oder weniger stark rotbraun und graubraun gefleckt auf weißem Grund. Das Gelege besteht meistens aus zwei bis drei Eiern, Gelege mit einem oder vier Eiern kommen auch vor. Die Eier werden im Abstand von zwei bis drei Tagen gelegt. Die Brutdauer beträgt 33 bis 35 Tage und hängt von der Gelegegröße ab, da bei Dreier- und Vierergelegen später mit dem Brüten angefangen wird als bei Einer- und Zweiergelegen. Nach dem Schlupf bleiben die jungen Mäusebussarde 42 bis 49 Tage im Nest und sind dann zwar flügge, halten sich aber noch auf den Ästen und Nachbarbäumen um das Nest herum auf. Diese Bettelflugphase im Anschluss an die Nestlingszeit kann sechs bis zehn Wochen dauern. Hier fliegen die Jungen den Eltern zunehmend hinterher und werden solange von ihnen versorgt, bis sie selbständig sind. Anschließend streichen die jungen Mäusebussarde aus dem Brutrevier ab. Dabei entfernen sie sich meist nur wenige Kilometer von ihrem Geburtsort. Es kamen jedoch in Ausnahmen auch Entfernungen von 200 km vor. Die Besenderung von nestjungen Mäusebussarden mit Telemetriesendern in Südengland ergab ebenfalls, dass sich diese in der Nähe ihres Geburtsorts ansiedelten.
Die Fortpflanzungsziffer, d. h. die erfolgreich ausgeflogenen Jungvögel pro begonnenen Bruten, kann in Abhängigkeit vom Nahrungsangebot von 0,73 (in North Wales in den Jahren 1979 bis 1982) und 2,56 (in Schottland in den Jahren 1969 bis 1972) schwanken. In Berlin und Brandenburg lag die Fortpflanzungsziffer in den Jahren 1973 bis 1998 zwischen 1,28 und 2,16, im Mittel bei 1,56.
Von den ausgeflogenen Jungvögeln überleben ca. 49 Prozent das erste Jahr, davon 68 Prozent das zweite Jahr und wiederum 71 Prozent das dritte Jahr. In späteren Jahren leben davon noch 81 Prozent, was anhand von Wiederfunden nestjung beringter Mäusebussarde ermittelt wurde.

## Wanderungen

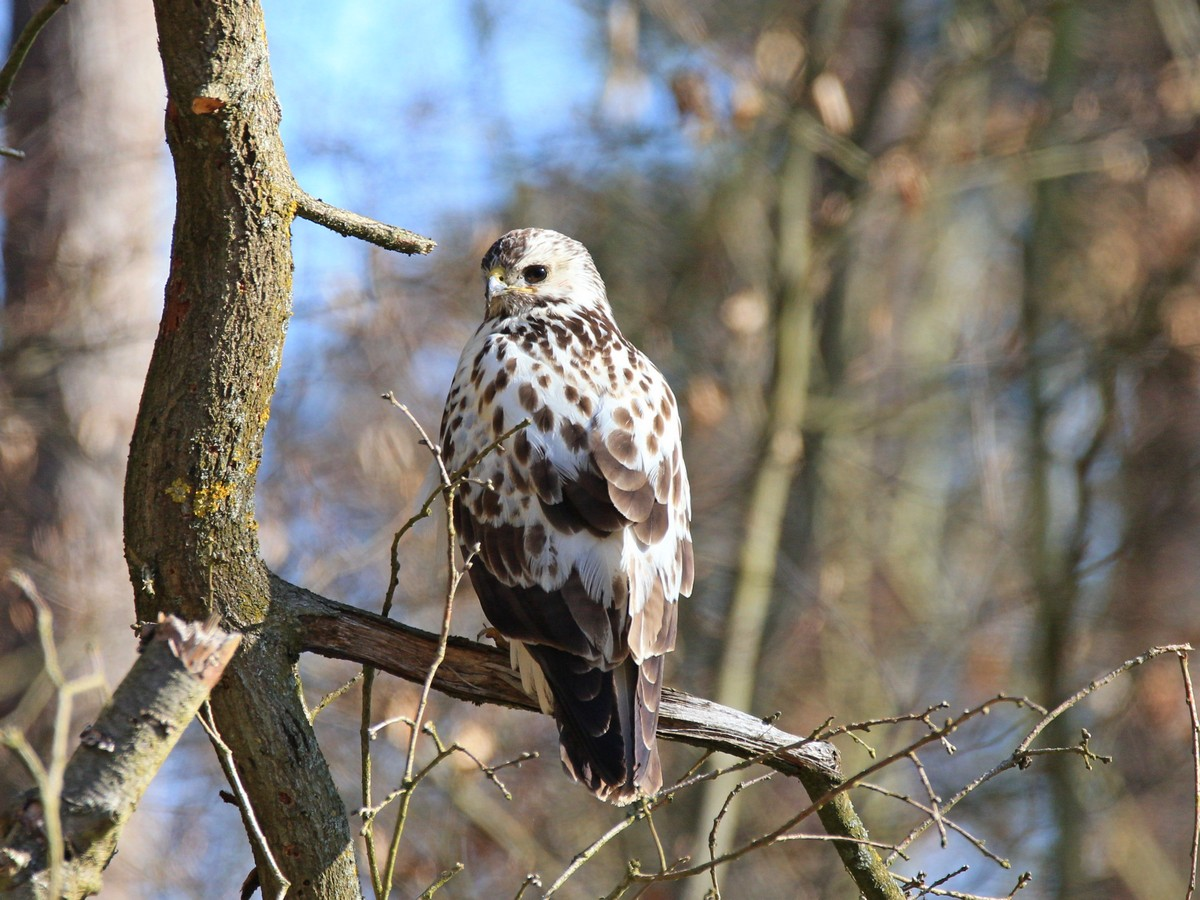
Junger Mäusebussard in Mecklenburg

Mitteleuropäische Mäusebussarde sind je nach entsprechendem Verbreitungsgebiet Standvögel oder Teilzieher. Der größte Teil der Population in Westeuropa, insbesondere auf den Britischen Inseln, besteht aus Standvögeln. Sie halten sich das ganze Jahr über im Brutrevier oder in dessen Nähe auf. Ein großer Teil der mitteleuropäischen Mäusebussarde zieht weniger als 50 km vom Brutrevier weg. Derartige Teilzieher sind 30 bis 40 Prozent der einjährigen und 50 Prozent der mehrjährigen Individuen aus Deutschland. Skandinavische Mäusebussarde sind dagegen zum größten Teil Zugvögel, deren Überwinterungsgebiet sich von Südschweden, über Dänemark, Deutschland, die Niederlande und Belgien bis nach Frankreich erstreckt.
Die weiteste Wanderung eines Mäusebussards konnte anhand eines in Nordschweden beringten Individuums nachgewiesen werden, welches 6335 km von seinem Geburtsort entfernt, im westafrikanischen Togo wiedergefunden wurde. Im südschwedischen Falsterbo, dem „Nadelöhr“ des skandinavischen Vogelzugs, an der schmalsten Stelle der Ostsee zwischen Schweden und Dänemark, konnten während des Herbstzugs in den Jahren 1987 bis 1990 jährlich 10.000 (1987) bis 13.000 (1990) Mäusebussarde gezählt werden.
Der Zug beginnt im August, erreicht seinen Höhepunkt Mitte Oktober und endet mit dem November. Die Rückkehr kann je nach Härte des Winters bereits im Februar beginnen, findet jedoch größtenteils im März statt und endet in der zweiten Aprilhälfte. Plötzliche Wintereinbrüche mit überraschend viel Schneefall können auch dazu führen, dass Mäusebussarde (auch Standvögel) aus nördlichen Regionen oder Höhenlagen unmittelbar in südlichere oder tiefer gelegene Gebiete flüchten.

## Bestand
Der Gesamtbestand des Mäusebussards in der Westpaläarktis wird auf einen Mittelwert von 1.028.000 Brutpaare (mindestens 783.000 bis maximal 1.273.000) geschätzt. Dabei wurden Schätzungen aus allen Ländern der Westpaläarktis, überwiegend vom Beginn dieses Jahrtausends, ausgewertet. Für Deutschland wird der Brutbestand der Nominatform aus Angaben für die einzelnen Bundesländer im Zeitraum 2001 bis 2005 mit 96.000 Paaren (85.160 bis 107.060) angegeben.

### Bestandsentwicklung
Insgesamt wird die Bestandsentwicklung des Mäusebussards seit dem 19. Jahrhundert wegen nachlassender Verfolgung, großflächiger Aufforstung und zunehmender Besiedlung von Offenland, als positiv bewertet. Einige mitteleuropäische Bestände haben seit der Einführung ganzjähriger Schonzeiten wieder annähernd ihre Tragkapazität erreicht, also die mögliche Anzahl der Brutpaare pro Fläche. Dem Mäusebussard kommt weiterhin die EU-Ackerflächen-Stilllegung, die die Lebensbedingungen der Feldmäuse verbessert, zugute. Starke Verfolgung durch den Menschen hat in manchen Gebieten erhebliche Bestandsrückgänge und Einbußen in der Verbreitung zur Folge gehabt. Seitdem sind jedoch einige Gebiete nicht vollständig wiederbesiedelt worden. Dies betrifft insbesondere Irland (ein bis zehn Paare in den 1950er Jahren) und England und wurde bis wenigstens in die 1980er Jahre von so genannten „Wildhütern“, also durch Nachstellung, verschuldet. Für denselben Rückgang wird aber auch die Kaninchen-Myxomatose verantwortlich gemacht, wobei Kaninchen als Hauptbeute, wenn überhaupt, nur regionale Bedeutung haben. In den östlichen Regionen Englands und Schottlands fehlten in den letzten 100 Jahren Mäusebussarde als Brutvögel. Seit neuerem werden diese Regionen jedoch wieder besiedelt.
In den Niederlanden war der Mäusebussard zu Beginn des 20. Jahrhunderts ein ausgesprochen seltener Brutvogel, seltener als der Habicht. Durch den starken Einsatz von Pestiziden in der Landwirtschaft wurde die anschließende Bestandszunahme stark gebremst. 1960 wurden ca. 100 tote Bussarde gefunden, was etwa der Hälfte des damaligen Bestands entsprach. Schon Mitte der 1970er Jahre war der Bestand auf etwa 1500 Brutpaare und Anfang der 1980er auf etwa 3500 bis 4500 Brutpaare angewachsen. Anfang der Neunziger konnten als Folge guter Mäusejahre besonders viele Ansiedlungen festgestellt werden.
Im nördlichen Schleswig-Holstein wurde auf einer Probefläche von 1000 km² eine Bestandszunahme von 100 bis 200 Prozent festgestellt (102 bis 206 Brutpaare in den Jahren 1967 bis 1976 und 300 Brutpaare im Jahr 1998). Dabei brüteten 37 Prozent der Paare im Jahr 1998 außerhalb von Wäldern, früher dagegen nur 5 Prozent.
Starke jährliche Bestandsschwankungen sind meistens bedingt durch die Verfügbarkeit der Nahrung. Dies betrifft vor allem die Feldmaus, deren Populationen zyklischen Schwankungen (sogenannten „Gradationen“) unterliegen, wodurch die auf sie angewiesenen Mäusebussard-Bestände ebenfalls stark schwanken können. Bei schlechter Nahrungsverfügbarkeit steigt der Nichtbrüteranteil auf 40 bis 75 Prozent, wie in Schleswig-Holstein festgestellt wurde.

### Gefährdung

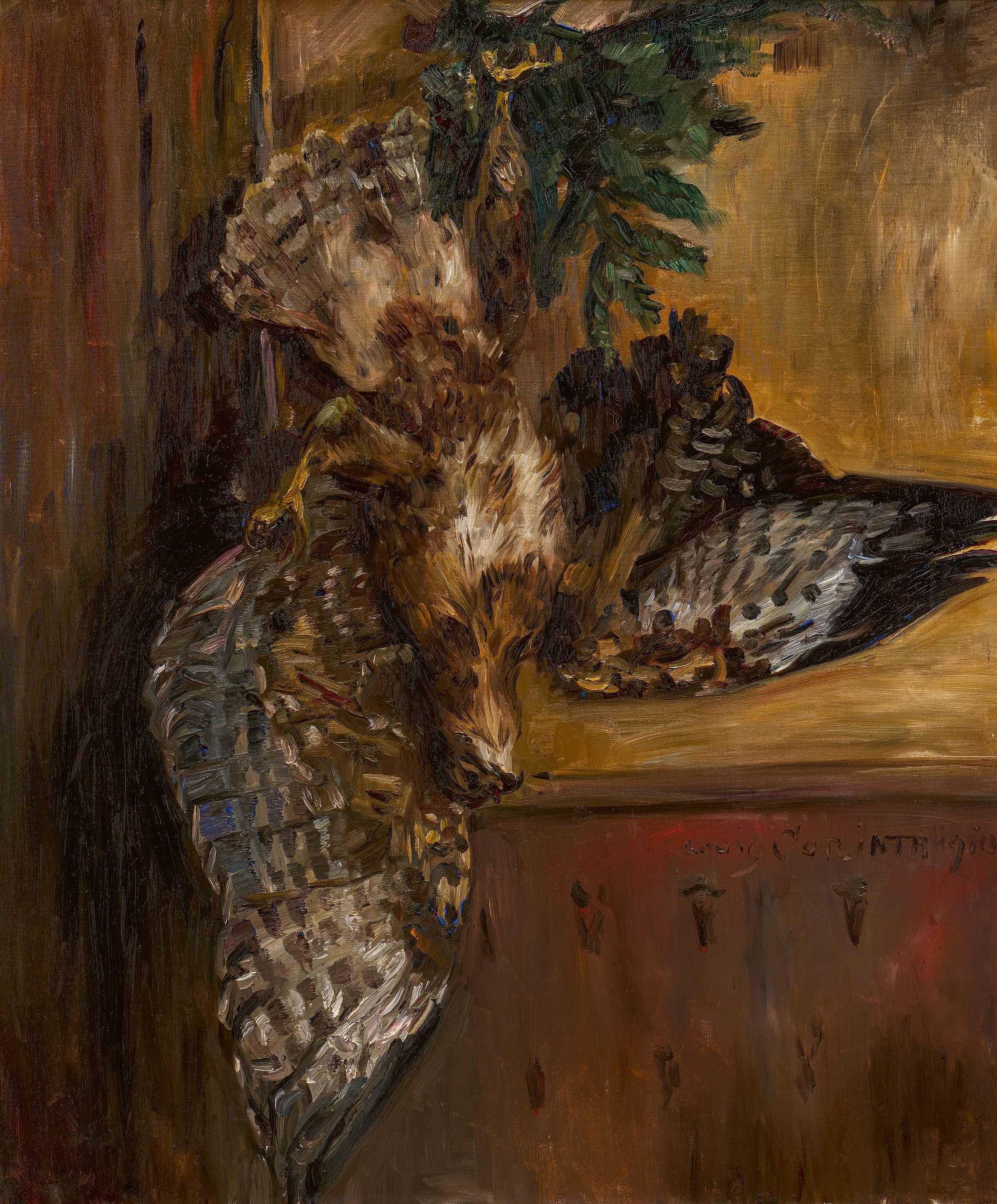
Lovis Corinth: Jagdstillleben mit Bussard, 1910

Der Mäusebussard gilt zurzeit als nicht gefährdet. Abschüsse und Nachstellung kommen auch heute noch vor, besonders in den Durchzugs- und Überwinterungsgebieten. Mäusebussarde unterliegen in Deutschland dem Jagdrecht, haben jedoch eine ganzjährige Schonzeit gemäß der EU-Vogelschutzrichtlinie. Von den durch Unfälle verendenden Individuen kommt ein Großteil durch Kollision auf Straßen und Bahntrassen oder an Freileitungen ums Leben.
Unter den Vögeln werden in besonderem Maße Mäusebussarde durch die Rotorenblätter von Windrädern erschlagen. In Norddeutschland mit seiner bereits hohen Dichte an Windrädern kommen auf diese Weise pro Jahr knapp 8 % der Population zu Tode. Auf Untersuchungsflächen in Schleswig-Holstein wurde innerhalb von eineinhalb Jahrzehnten ein Bestandsrückgang um 76 % festgestellt. In Erwartung des weiteren Ausbaus der Windenergie in ganz Deutschland und in Kombination mit weiteren Faktoren wie der verstärkten Anlegung von Maisfeldern, welche für den Mäusebussard als Jagdgebiete nicht nutzbar sind, sprechen Fachleute von „äußerst besorgniserregenden“ Entwicklungen und „potenzieller Bestandsgefährdung“.
Deutschland beherbergt über 50 Prozent des mitteleuropäischen Mäusebussard-Bestands und trägt damit eine gewisse internationale Verantwortung.
Der Bruterfolg kann vielerorts durch menschliche Einwirkungen ausbleiben, wenn z. B. während der Brutzeit im Brutrevier Holzeinschlag oder andere forstliche Maßnahmen stattfinden. Auch durch Unkenntnis können Störungen im Wald verursacht werden, die Brut- oder Jungvögel schädigen.

## Wortherkunft
Das Wort Bussard kommt aus dem Französischen, wo es die Weihen bezeichnet. Wie französisch buse „Bussard“ leitet es sich von lateinisch buteo „Greifvogel“ ab.
Veraltete Namen des Mäusebussards sind Maus-Aar und Mauser. Der neuhochdeutsche Begriff Aar bedeutet Adler und wird zum Teil noch in der Falknerei benutzt.
Eine ältere Etymologie leitete den Namen irrtümlich von einem neuhochdeutschen Wort Buse für „Katze“ ab und deutete den Namen daher als Katzenaar („Katzenadler“). Sie war im 19. Jahrhundert in naturwissenschaftlichen Kreisen verbreitet und wurde unter anderem durch Brehms Tierleben nachhaltig bekannt, wo es heißt: „Seine Stimme ähnelt dem Miauen einer Katze, und ihr verdankt er seinen Namen, da das Wort ‚Buse‘ soviel als Katze bedeutet, der Bussard also Katzenaar genannt worden ist.“ Daher ist sie gelegentlich bis heute in ornithologischen Werken zu finden.